# Сауров, Юрий Аркадьевич
Сауров Юрий Аркадьевич — педагог и учёный, методист-физик, специалист в области методологии; член-корреспондент Российской академии образования, доктор педагогических наук, профессор, профессор кафедры физики и дидактики физики Вятского государственного университета (г. Киров).

## Биография
В 1973 г. окончил физический факультет Кировского государственного педагогического института им. В. И. Ленина (КГПИ).
В 1980 г. окончил аспирантуру научно-исследовательского института содержания и методов обучения Академии педагогических наук СССР (НИИ СиМО АПН СССР) по специальности «теория и методика обучения физике» (Научный руководитель — Разумовский Василий Григорьевич).
Работает в Вятском государственном университете (ранее — ВятГГУ, ВГПУ, КГПИ им. В. И. Ленина) с 1976 года.
В 1976—1980 гг. — ассистент кафедры общей физики.
В 1980—1982 гг. — старший преподаватель кафедры теоретической физики и методики преподавания физики.
В 1982—1985 гг. — декан физического факультета.
В 1985—1993 гг. — доцент кафедры теоретической физики и методики преподавания физики.
В 1996—2001 гг. — заведующий кафедрой теоретической физики и методики преподавания физики.
С 2001 г. по наст. вр. — профессор Кафедры (название неоднократно изменялось: дидактики физики, физики и методики обучения физике…).
В 1995—2007 гг. — председатель первого в истории вуза диссертационного совета.
В 1994 г. награждён нагрудным значком «Отличник народного просвещения».
В 2000 г. награждён медалью К. Д. Ушинского «За заслуги в области педагогических наук».
В 2006 г. избран членом-корреспондентом Государственной академии наук «Российская академия образования» по отделению общего среднего образования по специальности «Методика обучения физике».
С 2017 г. является членом редколлегии методического журнала «Физика в школе»".
В октябре 2017 г. на учёном совете Института стратегии развития образования РАО утверждён руководителем научной школы академика РАО Василия Григорьевича Разумовского.

## Научная деятельность
Сферы научных интересов: методика обучения физики, методология методики физики, методология науки и образования, методология познания.
Подготовил 11 кандидатов педагогических наук.
Опубликовал более 500 научных и методических работ, среди которых более 10 монографий, несколько книг (учебников и учебных пособий), изданных в Москве (изд-ва «Просвещение», «Владос», «Дрофа»).
Летом 2014 года был создан официальный сайт, посвящённый творчеству профессора Ю. А. Саурова.

## Семья
- Жена — Саурова, Галина Аркадьевна
  - Дети — Саурова Светлана Юрьевна, Сауров Сергей Юрьевич